# Estación de Vevey-Funi
La estación de Vevey-Funi es un apeadero de la comuna suiza de Vevey, en el Cantón de Vaud.

## Historia y situación
El apeadero de Vevey-Funi fue inaugurado en el año 1904 con la puesta en servicio la línea que une a Vevey con la estación de Puidoux-Chexbres (Perteneciente a la línea Lausana - Berna).
Se encuentra ubicada en el noroeste del núcleo urbano de Vevey. Cuenta con un andén lateral al que accede una vía pasante. A escasos metros del apeadero se encuentra la estación inferior del funicular que comunica a Vevey con el monte Pèlerin.
En términos ferroviarios, la estación se sitúa en la línea Vevey - Puidoux-Chexbres. Sus dependencias ferroviarias colaterales son la estación de Vevey, inicio de la línea, y la estación de Corseaux-Cornalles en dirección Puidoux-Chexbres.

## Servicios ferroviarios
Los servicios ferroviarios de esta estación están prestados por SBB-CFF-FFS:

### RER Vaud
La estación forma parte de la red de trenes de cercanías RER Vaud, que se caracteriza por trenes de alta frecuencia que conectan las principales ciudades y comunas del cantón de Vaud. Por ella pasa una línea de la red:
- S 31 Vevey - Chexbres-Village - Puidoux-Chexbres.